# Precipitació atmosfèrica

Repartició de la precipitació mitjana a la Terra mes a mes segons les dades disponibles entre 1961 i 1990.

En meteorologia, la precipitació és l'aigua procedent de l'atmosfera que es diposita sobre la superfície de la Terra en forma sòlida o líquida com a conseqüència dels processos de condensació i agregació que afecten al vapor d'aigua dins dels núvols. Les principals formes de precipitació són la pluja, la neu i la calamarsa.
Perquè s'originin les precipitacions s'han de complir quatre condicions. Ascendència de l'aire i el seu refredament, condensació (en líquid) o sublimació (en sòlid) del vapor d'aigua i formació de núvols, un elevat contingut de vapor d'aigua i una alta humitat relativa, així com el creixement de les gotes d'aigua dels núvols. Les dues primeres condicions es donen amb facilitat a l'atmosfera, tanmateix, un cop format un núvol no és el més habitual que es formin precipitacions, per tant, les dues darreres condicions són molt importants i no tenen lloc en tots els casos. Per tal que els núvols donin precipitació abundant cal que es vagin alimentant d'aire humit constantment. Un dels mecanismes de transport de vapor d'aigua de zones tropicals cap a latituds mitjanes són els rius atmosfèrics, s'estima que entre un 20-30% de la precipitació en zones de l'oest d'Europa i del centre i oest dels Estats Units està associada a aquest fenomen. Si no fos així la precipitació seria molt minsa, ja que, per exemple, un núvol de 2.000 metres de gruix només seria capaç de deixar 1 mm de precipitació abans de desaparèixer. La darrera condició és la més crítica, cal tenir en compte que les gotes de pluja tenen un diàmetre entre 0,5 mm i 3 mm (en alguns casos, fins a 7 mm) i les gotes d'aigua que formen els núvols no són més grans que entre 0,01 i 0,025 mm, la qual cosa vol dir que aproximadament el volum d'una gota de pluja és un milió de cops més gran que les que formen un núvol.
Els efectes dels microclimes urbans porta a un increment de les precipitacions, tant en quantitat com en intensitat, que cauen sobre les ciutats. L'escalfament global també està causant canvis en els patrons de les precipitacions a nivell planetari. Els sistemes de classificació dels climes, com per exemple la classificació climàtica de Köppen, utilitzen la precipitació anual caiguda com a criteri de diferenciació entre règim climàtics.

## Formes de precipitació

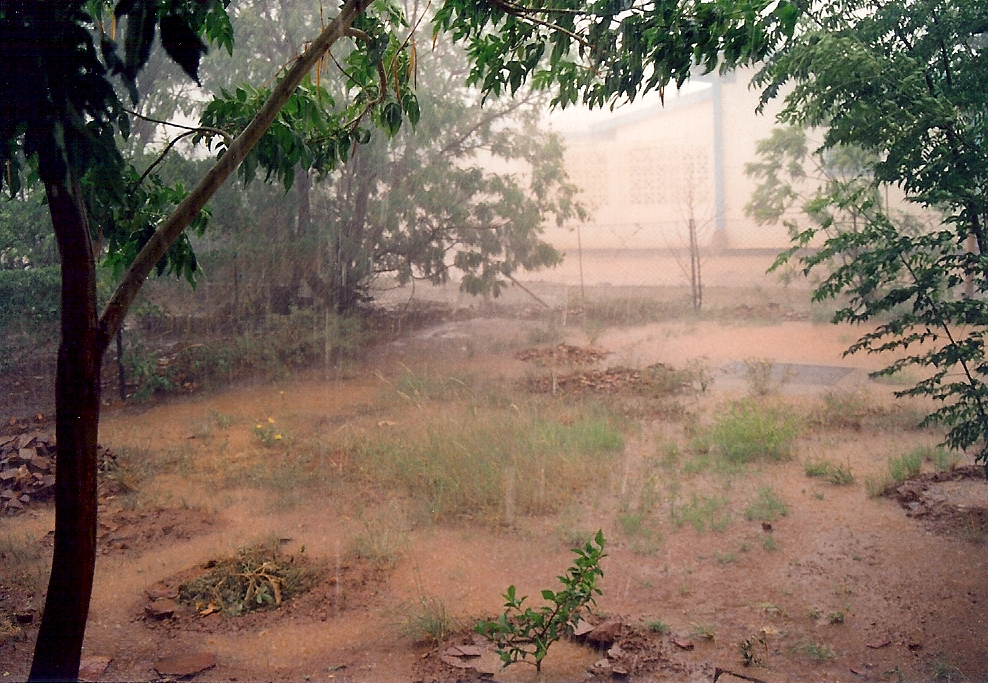
Pluja tropical a Palapye (Botswana).

La freqüència i la natura de les precipitacions a una determinada zona geogràfica són dues característiques importants del seu clima. Les precipitacions contribueixen de manera determinant a l'habitabilitat de les zones temperades i tropicals i poden prendre diferents formes (de vegades combinades):
- Pluja
- Neu
- Gel: la calamarsa en funció de la mida pot anomenar-se pedra, calabruix, etc
- Pluja gelant

Segons la humitat relativa de l'aire que es troba sota del núvol, una part de les gotes de pluja poden evaporar-se abans d'arribar a terra. Quan l'aire és molt sec, la pluja s'evapora completament abans d'arribar a terra i dona origen al fenomen conegut amb el nom de virga. Això es produeix sovint als deserts càlids i secs però també allà on la pluja prové de núvols amb poca extensió vertical.

## Mecanismes de formació de les precipitacions

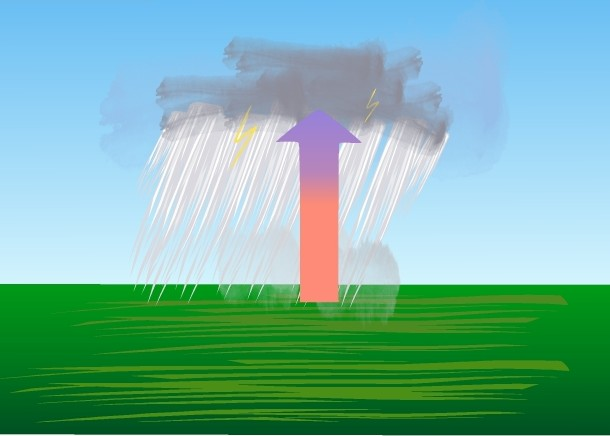
Precipitació convectiva

Les precipitacions són un dels components principals del cicle de l'aigua i són responsables de dipositar la major part de l'aigua dolça del planeta. Cada any cauen uns 505.000 km³ d'aigua en forma de precipitació, d'aquests 398.000 km³ cauen sobre els oceans. Considerant la superfície total de la Terra, això suposa que la precipitació mitjana és de 990 mm. Tanmateix sobre la terra ferma només en cauen 715 mil·límetres.
Entre els mecanismes que produeixen la precipitació s'inclouen els processos convectius els d'estratificació i els orogràfics que formen els núvols. Els processos convectius comporten forts corrents ascendents que poden causar un gran canvi a l'atmosfera a una determinada localització en una hora i causar fortes precipitacions, mentre que els processos d'estratificació involucren forces ascendents més febles i provoquen precipitacions menys intenses. La precipitació es pot classificar en tres tipus segons si cau en forma d'aigua líquida, aigua líquida que es congela en arribar a terra o aigua sòlida. Barreges d'aquests tres tipus poden caure de manera simultània. La pluja que es congela en contacte amb una massa d'aire més freda situada arran de terra es denomina pluja engelant. Les formes sòlides de precipitació, aigua congelada, inclouen la neu i diferents formes de calamarsa.

### Condensació

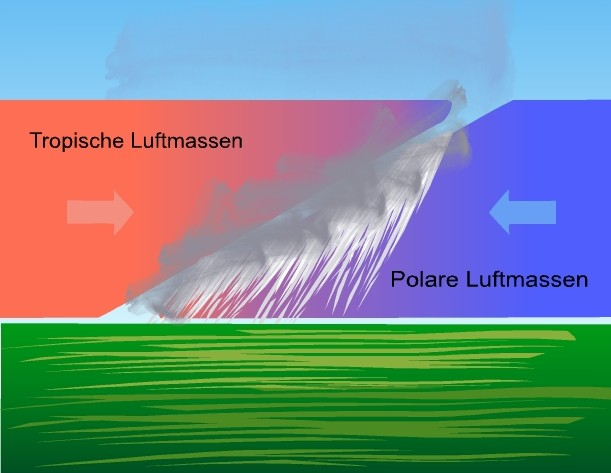
Precipitació estratiforme o frontal

Habitualment les petites gotes que formen els núvols es comencen a formar a l'aire per sota del punt de congelació quan l'aire és elevat i esdevé lleugerament sobresaturat amb relació a la temperatura de l'entorn. Però per tal que comenci la condensació és necessari que hi hagi un nucli sobre el que s'iniciï, aquests nuclis de condensació acostumen a ser partícules de pols, pol·len, aerosol, etc. que són molt abundants a l'atmosfera terrestre. La solució que es forma abaixa la tensió superficial necessària per formar una gota.
Primer es formen gotes molt petites que constituiran els núvols, a mesura que aquestes gotes ascendeixen passen pel punt de congelació, però romandran en estat líquid si no hi ha la presència de nuclis de congelació, que són molt menys abundants que els de condensació. A mesura que les gotes augmenten de diàmetre, un segon procés comença a intervenir, la coalescència, fins a assolir un diàmetre prou gran com per formar les gotes de pluja. Les petites gotes formades per condensació només arriben a una mida d'algunes desenes de micròmetres durant el temps necessari per produir la pluja.

### Coalescència

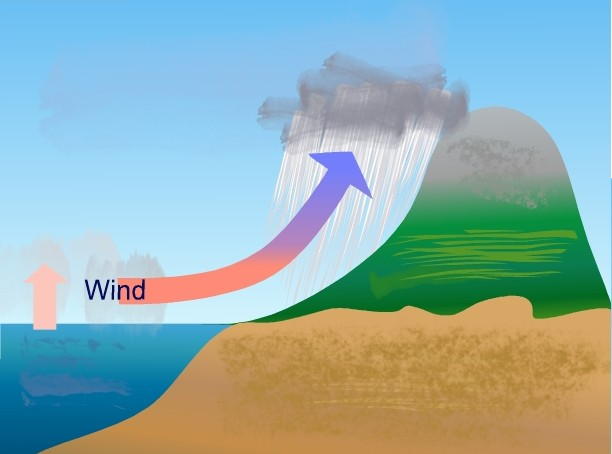
Precipitació orogràfica

La coalescència és l'addició d'una o més petites gotes per col·lisió per tal de formar una gota més gran. Les petites gotes creixen a velocitats diferents, segons la concentració de vapor d'aigua, i també es desplacen a velocitats diferents en funció del seu diàmetre i dels corrents ascendents. Les més grans es mouran més a poc a poc i capturaran les més petites a mesura que pugen fins que no poden ser sostingudes pels corrents ascendents i cauen continuant el seu creixement pel mateix mecanisme.

### Efecte Bergeron
L'efecte Bergeron, descrit per Tor Bergeron el 1935, és el procés més eficaç de formació de gotes de pluja freda o de cristalls de gel (neu). Quan es formen cristalls de gel per congelació de les petites gotes, a la mateixa temperatura, el gel té pressió de saturació més petita que la de les petites gotes d'aigua de l'entorn. A l'interior del núvol les petites gotes de vapor d'aigua queden en desequilibri respecte a la pressió de vapor i s'evaporen per assolir-ho. Les gotetes d'aigua es mouran vers una pressió més baixa sobre el gel i es dipositaran en els cristalls de gel, el vapor condensarà i es congelarà sobre els cristalls provocant el seu creixement.

## Mesura de la precipitació
El pluviòmetre mesura directament la precipitació líquida o pluviometria. En el cas d'haver neu al pluviòmetre aquesta es fon amb una quantitat coneguda d'aigua calenta i es determina com a litres d'aigua líquida. El gruix de neu no es pot convertir directament en un volum exacte d'aigua, ja que depèn de factors com la compactació de la neu.
La precipitació es mesura en mil·límetres o en litres per metre quadrat. Les dues unitats són equivalents, ja que un litre en un recipient d'1 metre quadrat puja un mil·límetre.
El gruix de neu es determina amb l'ús de pals de sondeig. De vegades es fa un aforament de la neu d'un lloc amb una estimació de l'aigua disponible quan la neu es fongui o per prevenir allaus.

## Previsió

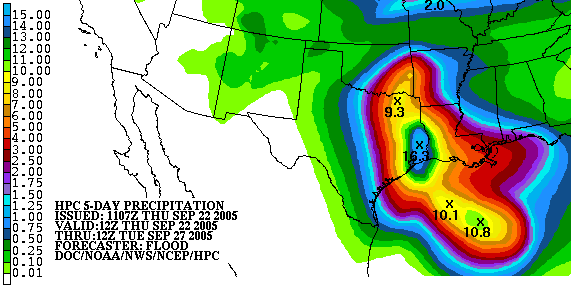
Exemple d'una previsió de pluja per a cinc dies

La previsió quantitativa de precipitació (Quantitative Precipitation Forecast o QPF abreujada) és la quantitat esperada de precipitació líquida acumulada durant un període determinat en una àrea especificada. S'especificarà un QPF quan es preveu un tipus de precipitació mesurable que assoleixi un llindar mínim per a qualsevol hora durant un període vàlid de QPF. Les previsions de precipitacions tendeixen a estar limitades per hores sinòptiques com ara les 00.00, les 6.00, les 12.00 i les 18.00 GMT. El terreny es considera als QPF mitjançant l'ús de la topografia o basant-se en patrons de precipitació climatològic a partir d'observacions amb detalls fins. A partir de mitjans i finals de la dècada de 1990, els QPF es van utilitzar dins dels models de previsió hidrològica per simular l'impacte als rius dels Estats Units. Els models de previsió mostren una sensibilitat significativa als nivells d'humitat dins de la capa límit planetària, o als nivells més baixos de l'atmosfera, que disminueix amb l'alçada. El QPF es pot generar sobre una base quantitativa, de previsió de quantitats, o qualitativa, de previsió de la probabilitat d'una quantitat específica. Les tècniques de previsió d'imatges de radar mostren una habilitat més alta que les previsions del model dins de sis a set hores després de l'hora de la imatge de radar. Les previsions es poden verificar mitjançant l'ús de mesures del pluviòmetre, estimacions del radar meteorològic o una combinació d'ambdós. Es poden determinar diverses puntuacions d'habilitat per mesurar el valor de la previsió de pluja.